# Finley (Band)
Finley ist eine vierköpfige italienische Rockband. Sie wurde im Jahr 2000 von vier Studenten an der Accademia Della Musica in Mailand gegründet. Der Durchbruch in ihrer Heimat gelang der Band 2005 mit der Debütsingle Tutto è possibile. 2006 wurden Finley bei den MTV Europe Music Awards als bester italienischer Act nominiert.

## Geschichte
Erste musikalische Erfahrungen sammelten die vier Musiker in Rockbands. Ka und Dani spielten in Kellern des Mailänder Vorortes Legnano, Stefano und Pedro waren Mitglieder in einer Grungeband. Im Jahr 2000 trafen sie sich an der Accademia Della Musica in Mailand und entschieden sich zusammen zu spielen.
In den ersten Jahren nach der Gründung verdingten sich Finley mit Auftritten bei Musikwettbewerben, als Vorgruppe anderer Bands und bei kleineren Musikfestivals. Unter dem Titel Make Up Your Own Mind entstand eine erste Aufnahme, für die die vier auch ein eigenes Video drehten. Die Plattenfirmen zeigten jedoch vorerst kein Interesse. Erst 2005 sah der italienische DJ und Musikproduzent Claudio Cecchetto das Video und nahm die Band sofort unter Vertrag. Ihre Single wurde in italienischer Sprache neu aufgenommen und erreichte auf Anhieb die Spitze der italienischen Charts. Tutto è possibile war kurzzeitig eines der meistgespielten Videos bei MTV Italia. Auf der Welle ihrer Popularität gingen Finley im Februar 2006 auf eine landesweite Tour. Im Mai 2006 erschien schließlich das Debütalbum der Band, welches die Top Ten der italienischen Album-Charts erreichte.
Am 3. Juni 2007 trat die Band bei Rock am Ring und Rock im Park auch in Deutschland auf.

## Diskografie

### Alben
| Jahr | Titel                   | Höchstplatzierung, Gesamtwochen, AuszeichnungChartsChartplatzierungen (Jahr, Titel, Platzierungen, Wochen, Auszeichnungen, Anmerkungen) | Anmerkungen                                |
| Jahr | Titel                   | IT | Anmerkungen                                |
| ---- | ----------------------- | --- | ------------------------------------------ |
| 2006 | Tutto è possibile       | IT4 (63 Wo.)IT | Erstveröffentlichung: 31. März 2006        |
| 2007 | Adrenalina              | IT2 (21 Wo.)IT | Erstveröffentlichung: 15. Juni 2007        |
| 2008 | Adrenalina 2            | IT4 (24 Wo.)IT | Erstveröffentlichung: 3. März 2008         |
| 2009 | Band at Work            | IT16 (8 Wo.)IT | Erstveröffentlichung: 20. November 2009 EP |
| 2010 | Fuori!                  | IT9 (10 Wo.)IT | Erstveröffentlichung: 26. März 2010        |
| 2012 | Fuoco e fiamme          | IT6 (3 Wo.)IT | Erstveröffentlichung: 29. Mai 2012         |
| 2012 | Sempre solo noi         | IT56 (1 Wo.)IT | Erstveröffentlichung: 11. Dezember 2012    |
| 2017 | Armstrong               | IT30 (1 Wo.)IT | Erstveröffentlichung: 15. September 2017   |
| 2019 | We Are Finley 2005/2019 | IT67 (1 Wo.)IT | Erstveröffentlichung: 17. Mai 2019         |

### Singles
| Jahr | Titel Album                           | Höchstplatzierung, Gesamtwochen, AuszeichnungChartsChartplatzierungen (Jahr, Titel, Album, Platzierungen, Wochen, Auszeichnungen, Anmerkungen) | Anmerkungen            |
| Jahr | Titel Album                           | IT | Anmerkungen            |
| ---- | ------------------------------------- | --- | ---------------------- |
| 2005 | Tutto è possibile                     | IT7 (17 Wo.)IT |                        |
| 2006 | Diventerai una star Tutto è possibile | IT15 Gold (2024) · (19 Wo.)IT |                        |
| 2006 | Dentro alla scatola Tutto è possibile | IT12 (16 Wo.)IT | Mondo Marcio vs Finley |
| 2007 | Adrenalina                            | IT2 (25 Wo.)IT |                        |

Weitere Singles
- 2003: Make Up Your Own Mind (Demo)
- 2006: 9 Luglio 2006 (Song für die Fußball-WM 2006)
- 2006: Sole Di Settembre
- 2006: Fumo E Cenere
- 2007: Scegli Me
- 2007: Niente Da Perdere
- 2007: Domani
- 2007: Questo Sono Io
- 2008: Ricordi
- 2008: Your Hero (ft Belinda)
- 2008: Ad Occhi Chiusi
- 2009: Gruppo Randa

## Auszeichnungen
- 2006: Goldene Schallplatte: 2× Platin für Tutto È Possibile
- 2006: MTV Europe Music Awards, Copenhagen – In der Kategorie "Best Italian Act"
- 2007: MTV TRL Awards Italy – In der Kategorie "Italian Do It Better"
- 2007: MTV TRL Awards Italy – In der Kategorie "Best Lacrima Awards"
- 2007: MTV TRL Awards Italy – In der Kategorie "Best Number One Of The Year" agli il 14 aprile.
- 2007: Nickelodeon Kid’s Choice Awards Italy – In der Kategorie "Best Italian Band"
- 2007: Nickelodeon Kid’s Choice Awards Italy – "Song of the year" mit 'Adrenalina'
- 2008: Goldene Schallplatte: 1× Platin für Adrenalina 2
- 2008: MTV TRL Awards Italy – In der Kategorie "Best Riempipiazza"
- 2008: Venice Music Awards – In der Kategorie "Best International Band"
- 2008: MTV Europe Music Awards, Liverpool – In der Kategorie "Best Italian Act"